# كارل ريتشاردسون
كارل ريتشاردسون (بالإنجليزية: Carl Richardson)‏ هو مدير فني أمريكي، ولد في 15 يوليو 1921.